# Franz-Wilhelm Brings
Franz-Wilhelm Brings (* 19. Oktober 1960) ist ein ehemaliger deutscher Fußballspieler. Der Mittelfeld- und Abwehrspieler hat von 1979 bis 1982 beim MSV Duisburg in der Fußball-Bundesliga 16 Ligaspiele absolviert.

## Karriere
Aus der Schüler- und Jugendabteilung des SC Kapellen-Erft und des SV Bedburdyck hervorgegangen, wurde Brings in der Saison 1977/78 mit den A-Junioren der „Zebras“ deutscher Meister. Am 15. Juli 1978 gewann er mit seinen Mannschaftskameraden unter Trainer Friedhelm Wenzlaff in Essen mit 5:2 das Finale gegen Hertha Zehlendorf. Zur Saison 1979/80 bekam er wie auch seine Jahrgangskollegen (* 1960) Claus Gebauer und Jürgen Ulitzka beim MSV einen Profivertrag. Zusätzlich wurden noch die Spieler Thomas Kempe, Paul Dörflinger, Raimund Hiegemann, Hans-Dieter Mirnegg, Frank Saborowski, Paul Steiner und Franz-Josef Steininger unter Vertrag genommen. Der Abwehrspieler gehörte von 1979 bis 1982 dem Kader des Bundesligisten MSV Duisburg als Ergänzungsspieler an. Sein erstes Bundesligaspiel bestritt er in der Saison 1979/80 am 34. Spieltag gegen Fortuna Düsseldorf unter Trainer Wenzlaff, welcher zum 11. Februar 1980 Heinz Höher abgelöst hatte. Vor Torhüter Wolfgang Schreiner bildete er zusammen mit Norbert Dronia, Herbert Büssers, Paul Steiner, Bernard Dietz und Manfred Dubski die Defensive bei der 0:2-Heimniederlage.
Am letzten Spieltag der Saison 1981/82, den 29. Mai 1982, bei einem 2:1-Heimerfolg gegen Fortuna Düsseldorf, beendete Brings nach insgesamt 16 Bundesligaeinsätzen seine Laufbahn als Profifußballer. Der MSV Duisburg stieg als 18. in die 2. Bundesliga ab und Brings ging in das Amateurlager zurück.